# Hinalug
Hinalug (též Khinalyg nebo Xınalıq) je vesnice v severním Ázerbájdžánu, v rajónu Quba. Nachází se v nadmořské výšce přibližně 2150 m n. m. v povodí řeky Kudialchay. V obci žije více než 2000 osob. 
Hinalug je jedním z nejstarších, nepřetržitě obydlených míst na Zemi s historií přesahující 5000 let. Díky své nadmořské výšce a odlehlosti, Hinalug vydržel a překonal četné invaze. K nejstarším budovám  patří mešita z 12. století, mešita z 15. století a několik historických hřbitovů v okolních horách. V regionu jsou také některé prehistoricky osídlené jeskyně.

Obyvatelé si do značné míry zachovali svůj tradiční životní styl. Svatby a jiné oslavy se konají přísně podle pravidel zvyků předávaných z generace na generaci. Region je bohatý na zvyky a rituály pro zemědělství, déšť, dobytek a nebeská tělesa, stejně jako svatby a pohřby. Tyto rituály a tradice jsou úzce spjaty s přírodními jevy.
Chov ovcí je hlavní činností lidí z Hinalug. Jsou známí také speciální technikou tkaní. Sběr, sušení a skladování divokých bylin je další specialitou zdejších obyvatel.

## Světové dědictví
V roce 2023 byla na seznam světového dědictví zapsána památka Kulturní krajina národu Hinalug a trasa transhumance „Köç Yolu“. Transhumance je způsob pastevectví, kdy se stádo přemisťuje mezi letním a zimními pastvisky. Rozloha památky UNESCO je 448 km² a zahrnuje tři komponenty:
- kulturní krajina okolo obce Hinalug - letní pastviny
- kulturní krajina Qishlaqs - zimní pastviny, nadmořská výška přibližně 350 m n. m.
- sezónní koridor spojující obě pastviska.

## Fotogalerie

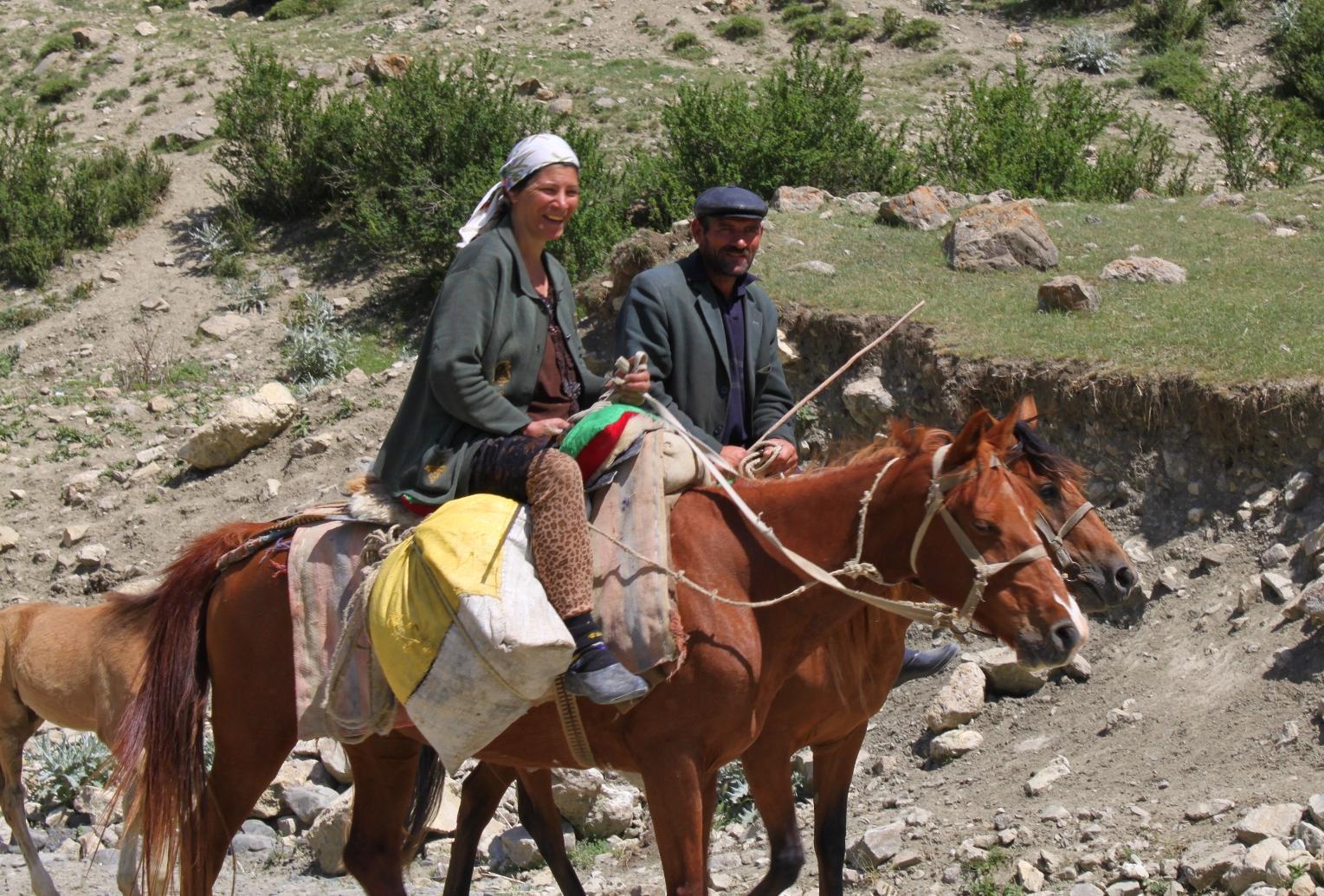
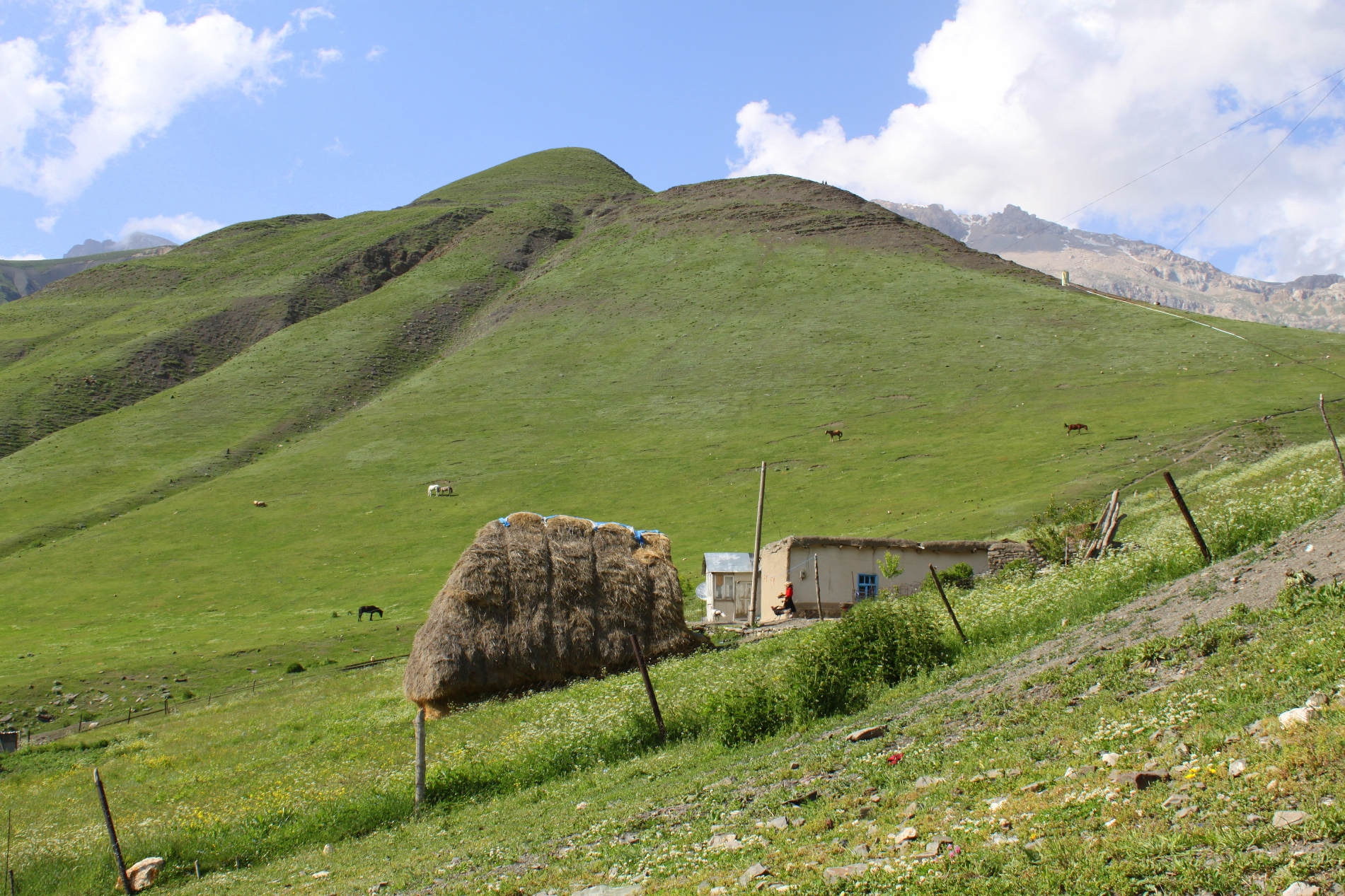
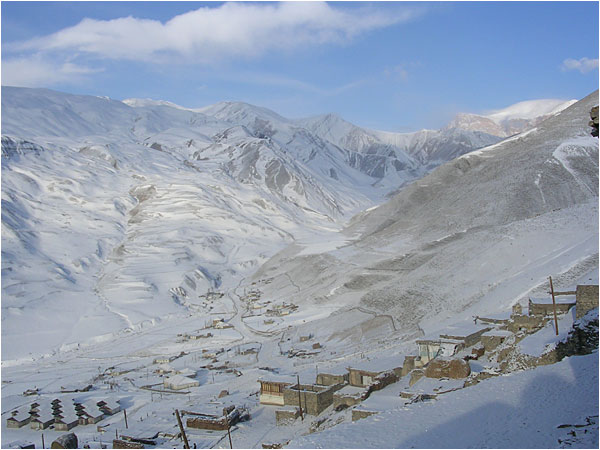
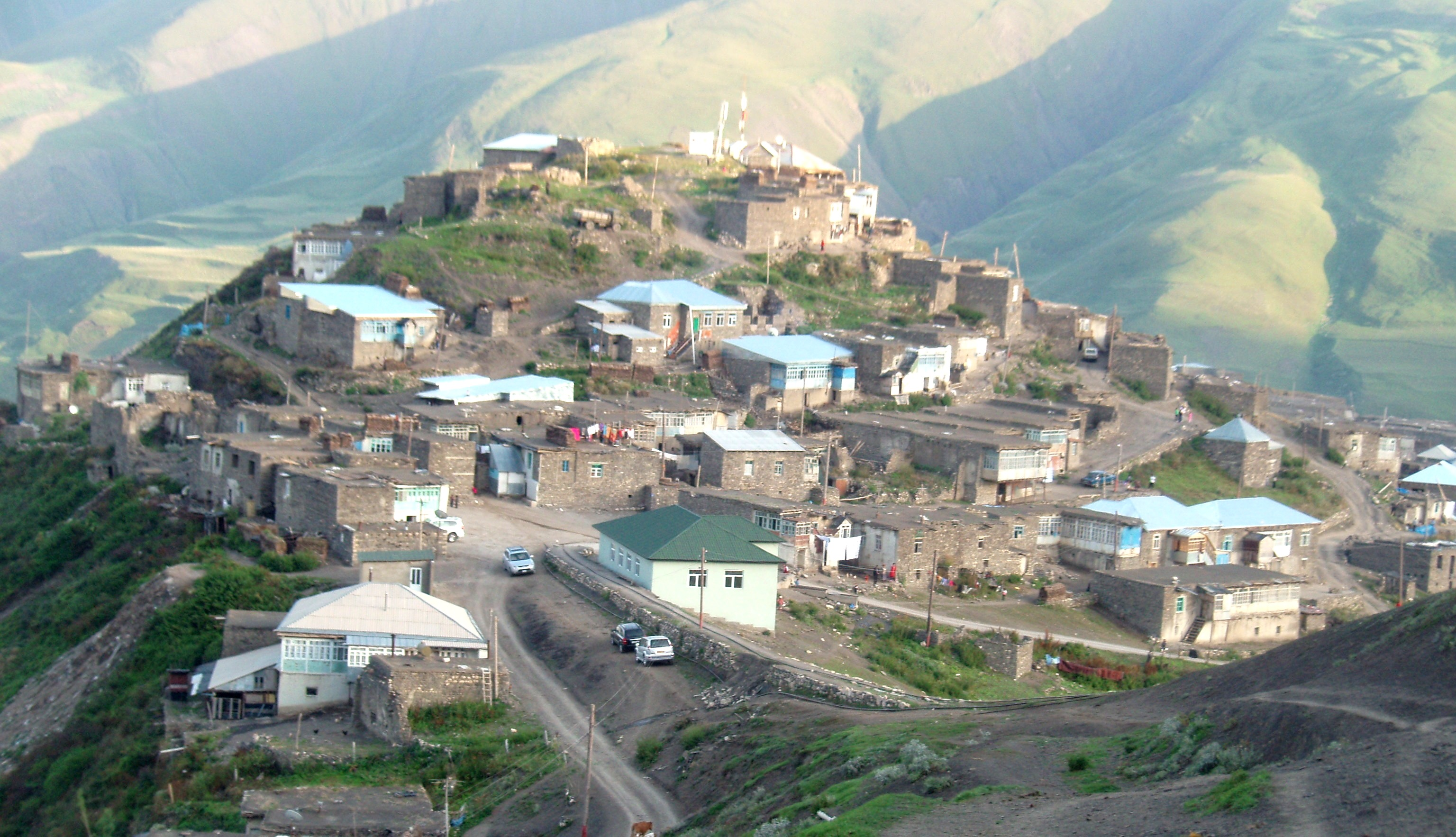